# 1945 في إسبانيا
فيما يلي قوائم الأحداث التي وقعت خلال عام 1945 في إسبانيا.

## رياضة
- 1 يناير – طواف إسبانيا 1945

## أفلام
من الأفلام التي صدرت هذه السنة في إسبانيا:
- 1 يناير – الأمل من إخراج أندريه مالرو.

## مواليد

### يناير
- 1 يناير – كارمن غوميث أوخيا كاتبة وشاعرة إسبانية.
- 5 يناير – خوسيه لويس روميرو لاعب كرة قدم.
- 15 يناير – ماريا أنطونيا إجليسياس صحفية إسبانية.

### فبراير
- 14 فبراير – خوان كارلوس بيريز لوبيز لاعب كرة قدم إسباني.
- 26 فبراير – تينا ساينز ممثلة إسبانية.

### مارس
- 11 مارس – بيري لاعب كرة قدم إسباني.

### يونيو
- 9 يونيو – خيسوس لويس أوكانيا درّاج طريق إسباني.

### أغسطس
- 19 أغسطس – بنيامين غراو متسابق دراجات نارية إسباني.

### سبتمبر
- 4 سبتمبر – سيرافين فنخول
- 15 سبتمبر – كارمن مورا ممثلة إسبانية.
- 30 سبتمبر – خوسي مانويل فوينتي درّاج طريق إسباني.

### أكتوبر
- 9 أكتوبر – خوسيه دوران ملاكم إسباني.

### ديسمبر
- 17 ديسمبر – جوان كاستيخون

## وفيات

### أغسطس
- 1 أغسطس – بلاس كابريرا فيليبي (مواليد 1878) فيزيائي إسباني.

### أكتوبر
- 27 أكتوبر – أنطونيو بالاثيوس (مواليد 1874) مهندس معماري إسباني.